# Црква Успења Пресвете Богородице у Прекаји
44° 18′ 51″ С; 16° 32′ 01″ И / 44.314094° С; 16.533661° И
Црква Успења пресвете Богородице је храм Српске православне цркве који се налази у Прекаји, Општина Дрвар, и припада Епархији бихаћко-петровачкој. Црква је грађена између 1883. и 1887. године, када је и освештана за време митрополита дабробосанског Георгија (Николајевића).

## Историја цркве
Од свог подизања па до данас, црква је неколико пута претрпела велика оштећена. Највећа оштећења је претрпела у Другом светском рату и 1995. године када је Прекаја припала Федерацији Босне и Херцеговине. Тада су сви становници Прекаје и околних српских села у Општини Дрвар избегли у Републику Српску и Србију, а сва њихова имовина која је остала је била опљачкана или уништена. Исту судбину је доживела и црква Успења Пресвете Богородице у Прекаји. Само у прошлом вијеку црква је обнављана 1905. и 1967. године.

## Црква данас
Залагањем власти Републике Српске и Федерације Босне и Херцеговине, обезбеђена су материјална средства па се крајем 2007. могло приступити целовитој обнови ове светиње. Историјска обнова ове историјске црквене грађевине дугује своје остварење проф. др Николи Шпирићу, председавајућем Савјету министара Босне и Херцеговине, иначе рођеног Прекајчанина. Са благословом и пуномоћјем Његовог преосвештенства епископа бихаћко-петровачког Хризостома (Јевића), господин Никола Шпирић је водио делатност прикуплања финансијских средстава и повезивања људи који су радили на обнови храма у Прекаји. Храм су освештали епископи бихаћко-петровачки Хризостом и захумско-херцеговачки Григорије, уз саслужење свештенства богочуване Епархије бихаћко-петровачке. Кум цркве је био господин Никола Шпирић.
Српска православна црква је господина Николу Шпирића одликовала орденом Светог Саве првог степена.
Слава цркве је Успење Пресвете Богородице.